# Franz Steindachner
Franz Steindachner  (Bécs, 1834. november 11. – Bécs, 1919. december 10.) osztrák zoológus és  ichthiológus, kiemelkedik a halrendszertan területén végzett munkássága. Zoológiai szakmunkákban nevének rövidítése: „Steindachner”.

## Fiatalsága
A tanulmányai alapján már fiatal korában is hihetetlen érzéket mutatott a természettudományok iránt. Fiatalkori barátja, Eduard Suess javaslatára inkább lett zoológus, mintsem villamosmérnök egy Bécs környéki porcelángyárban. Ebben az időben Johann Jakob Heckel a bécsi Természettudományi Múzeum ichthiológusa és tőle nem kapott esélyt, hogy bekerüljön a múzeum gyakornokai közé.

## Zoológiai felfedező útjai és munkássága
Steindachner 1857 és 1859 között Rudolf Kner zoológussal és Karl von Scherzer bankárral karöltve megszervezte a Novarra expedíciót. A Novara egy osztrák fregatt neve volt, amelyen utaztak. Útjuk során feltérképezték olyan távoli földrészek tengerpartjait, mint Ceylon, Jáva, Kína, Ausztrália és Új-Zéland. Ezen az úton ezer új halfajt írtak le, melyek többsége tengeri hal volt. Mikor visszatértek, Johann Jakob Heckel már nem élt és így ő lehetett a bécsi Zoológiai Múzeum igazgatója. A megszerzett igazgatói pozíció azonban ingatagnak bizonyult, és ellensúlyozásként Steindachner feltárta Szenegál, Spanyolország, Portugália és a Kanári-szigetek élővilágát, majd közzétett 55 új ichthiológiai bekezdést az általa felfedezett halfajokról. Az addigi érdemei alapján, mintegy elismerésként ekkor kérte fel az Osztrák–Magyar Monarchia utolsó nagy halrendszerezőjét, Louis Agassiz 1868-ban, hogy az Amerikai Egyesült Államok Harvard Egyetemén rendszerezze a dél-amerikai Thayer expedíció által felfedezett halakat.
1871 és 1872 között Agassiz kezdeményezésére sor került a második dél-amerikai expedícióra, amely a dél-amerikai földrészt körbeutazta, Bostonból kiindulva San Franciscóig feltárta a tengerpartok mentén lévő halfaunát. Ez az utazás Hassler expedíció néven vonult be a természettudomány történetébe, a név egyúttal az utazásban használt amerikai háromárbócos fregatt nevét jelenti. Az út során a tudomány számára 7498 addig ismeretlen új halfajt konzerváltak, például ilyenek az Ablennes hians, a Abudefduf saxatilis, a Astyanax fasciatus és a Bairdiella armata. Steindachner 1886-ban visszatért Európába és megkapta a kitüntető professzor címet. 1891 és 1898 között a Vörös-tenger és a mediterrán vidék halait kutatta – ez a Pola expedíció néven vált ismertté. Említésképpen csak egy pár faj, melyeket Steindachner felfedezett és rendszerbe foglalt: Oncopterus darwinii (rombuszhal), Pleuronectes pallasii. Steindachner 69 éves korában 1903-ban még egyszer eljutott Dél-Amerikába, de ez az utazás már inkább egy kirándulás volt. Tiszteletére nagyon sok halfajt, halnemeket és halcsaládokat neveztek el, ilyenek például a Steindachneridion (Eigenmann, 1919), Apistogramma steindachneri (Regan, 1908). Korszakalkotó munkásságát dicséri, hogy a világ számos pontjáról Steindachner nevéhez „100 000” hal leírása és rendszerbe foglalása fűződik.

## Jelentősebb munkái
1877. 1908. és 1915-ben megjelentetett német nyelvű munkái, melyek Brazília és az Amazonas édesvízi halaival foglalkoztak:    
- Die Süßwasserfische des südöstlichen Brasilien, Wien, 1877
- Über drei neue Characinen und drei Siluroiden aus dem Stromgebiete des Amazonas innerhalb Brasilien, Wien, 1908
- Beiträge zur Kenntnis der Flussfische Südamerikas, Wien, 1915